# 弗雷阿蒙迪
弗雷阿蒙迪是葡萄牙波尔图区的一个堂区。总面积4.68平方公里，总人口7452人，人口密度1592.3人/平方公里。